# Johan Cederlund

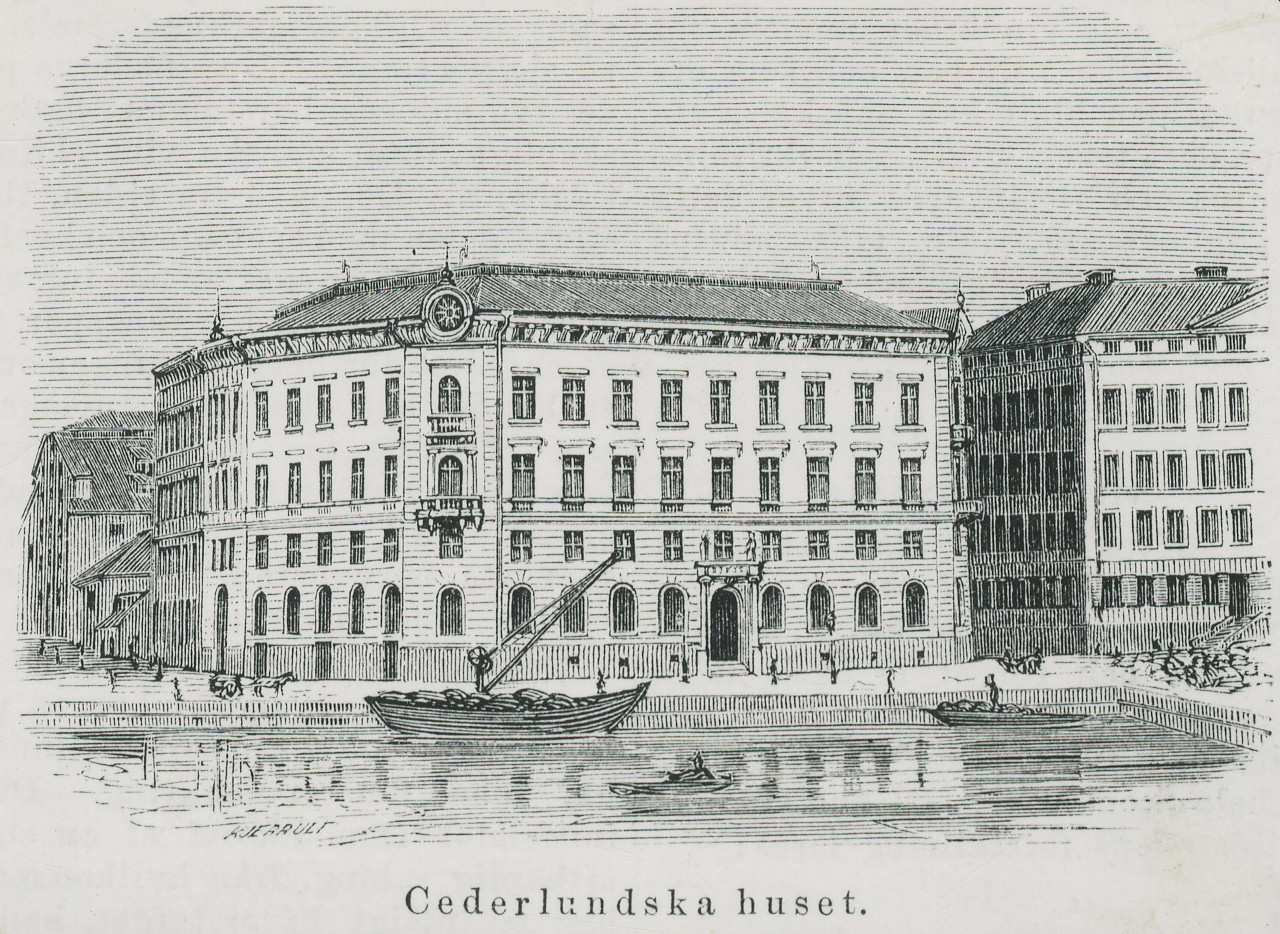
Cederlundska huset 1860.

Johan Cederlund, född den 11 april 1800 i Klara församling, Stockholm, död där den 16 januari 1864, var en svensk grosshandlare.

## Biografi
Johan Cederlund var son till den kunglige hovurmakaren Jonas Cederlund, född i Öjebyn utanför Piteå, och  Ulrica Norman. Namnet Cederlund kommer sannolikt från soldattorpet Ceder utanför Öjebyn, där hans farfar Johan Cederlund, farfarsfar Johan Glad och farfarfarfar Johan Skarp levde och verkade.
Johan Cederlund var gift med Charlotta Rosenlind, dotter till sadelmakaren Johan Rosenlind och silversmedsdottern Anna Margareta Faust från Göteborg.
Cederlund erhöll 1824 burskap på grosshandelsrörelse i Stockholm och ägnade sig i huvudsak åt handel med viner och spritvaror. Cederlund hade tidigare handlat med arrak som tillsammans med tillsatt socker och vatten dracks som varm punsch. 1845 kunde han som första firma erbjuda kunderna en färdigbryggd punsch som var avsedd att drickas kall. Det blev en succé och Cederlunds punsch fick världsrykte.
Vinhandelsfirman blev i och med sönerna Edwards och Fredriks inträde vid mitten av 1800-talet J. Cederlunds Söner. Man hade sina lager i källarna under Riddarhuset och Stockholms slott, där det största lagringskärlet, benämnt Stora Stycket, rymde 24 000 liter. 1917 överläts tillverkningen i Sverige till AB Vin- & Spritcentralen medan bolaget drev vidare fabriker i Köpenhamn och Lübeck. Vin och Sprit behöll märket Cederlunds Caloric, som idag tillverkas.
Cederlund avled i amyotrofisk lateralskleros och ligger begravd på Norra begravningsplatsen utanför Stockholm.